# Niels Peter Høeg Hagen
Niels Peter Høeg Hagen, född 15 oktober 1877 på Gunderstedgård vid Nibe, död 15 november 1907 på Nordostgrönland, var en dansk kartograf och polarfarare.
Vid elva års ålder kom Høeg Hagen tillsammans med föräldrarna till Köpenhamn, där han gick i Melchiors skole, och flyttade senare till Holbæk, där han avlade preliminärexamen. Under värnplikten antogs han 1896 till sekondlöjtnantsskolan för fotfolket och blev sekondlöjtnant 1898. Efter studier vid officersskolan blev han premiärlöjtnant 1900 och tjänstgjorde därefter vid 18:e bataljonen.
Under Ludvig Mylius-Erichsens förberedelser för Danmarkexpeditionen 1906 anmälde Høeg Hagen sitt intresse för att deltaga och antogs som kartograf. Våren 1907 drog Mylius-Erichsen tillsammans med Høeg Hagen och Jørgen Brønlund och fyra slädlag norrut från Danmarkshavn för att utplacera depåer samt att uppmäta och kartlägga kuststräckorna. Under detta arbetade beslutade sig Mylius-Erichsen att söka sig mot inre delen av Independence Bay. Detta lyckades och Høeg Hagen kartlade såväl buktens nord- som sydsida, och det konstaterades att bukten i själva verket var ett sund. Det kunde senare slås fast (Knud Rasmussen, Peter Freuchen, Lauge Koch) att det inte existerar något sammanhängande vatten mellan nordöstra och nordvästra Grönland (Pearykanalen).
Islossningen tvingade de tre männen att kvarstanna i området över sommaren och bristen på villebråd tvingade dem att söka sig över inlandsisen mot närmaste depå. Detta kostade de tre livet, men Brønlund hade innan sin död lyckats placera Høeg Hagens kartskisser på en säker plats där de senare återfanns.